# Johann Bayer
Johann Bayer (1572 – 7 marzo 1625) è stato un giurista e astronomo tedesco.

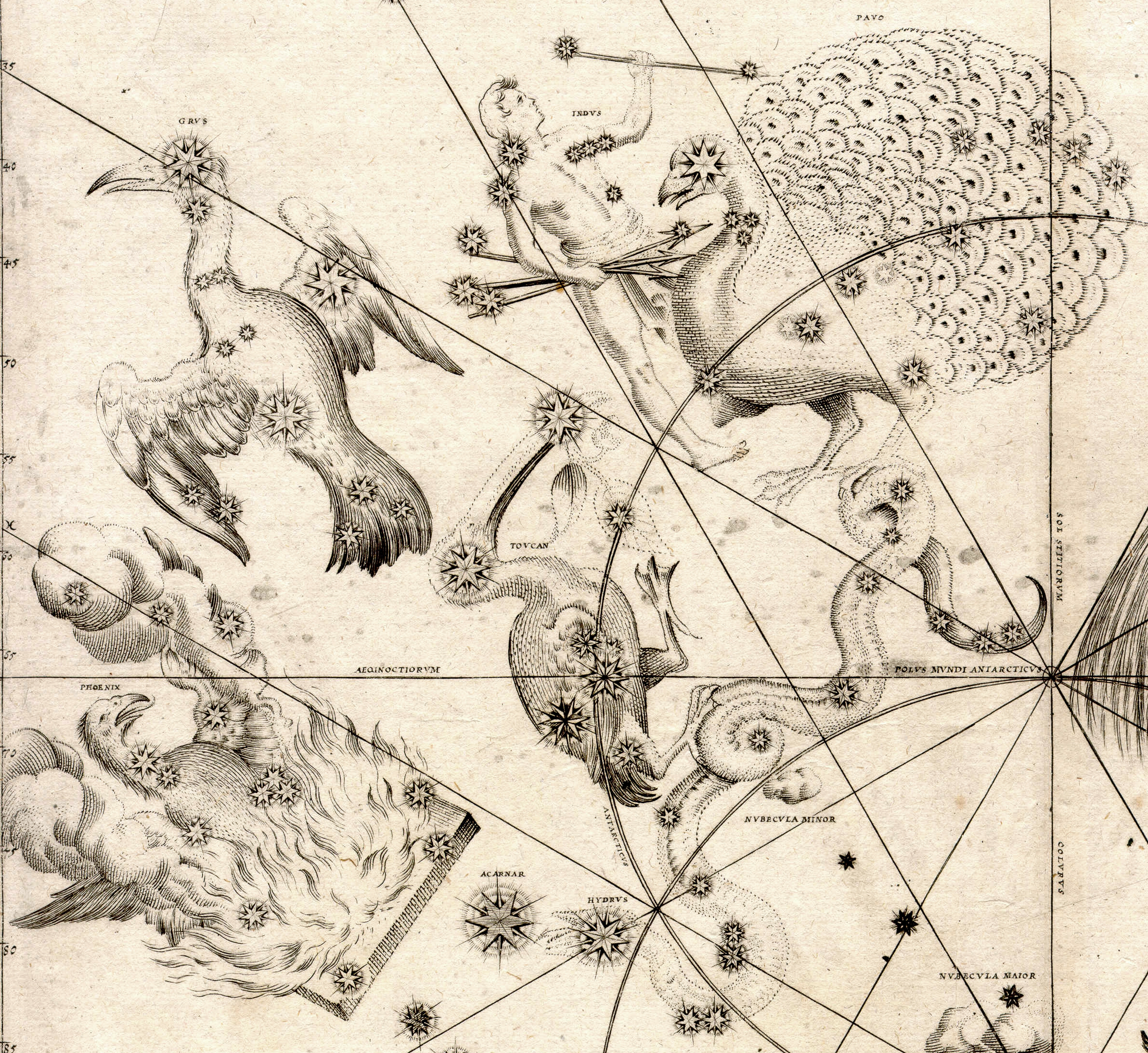
Uraniometria-Southern_Birds di Bayer

Noto anche col nome latinizzato di Giovanni Baiero, fu contemporaneo di Tycho Brahe e autore del primo atlante stellare completo: Uranometria, pubblicato ad Augusta nel 1603.
In sintesi Uranometria fu il primo catalogo a coprire l'intera sfera celeste; era formato da 51 mappe, una per ciascuna delle 48 costellazioni tolemaiche, più una per i cieli dell'estremo sud che erano ignoti a Tolomeo, e due planisferi. Le riproduzioni delle costellazioni australi erano ricavate dalle osservazioni di navigatori come il fiorentino Amerigo Vespucci e l'olandese Pieter Dirckz Keyser (noto anche come Petrus Theodori); le incisioni che illustravano gli emisferi celesti si ispiravano a grafiche del 1515 di Albrecht Dürer.

L'atlante comprendeva un catalogo di 1277 stelle le cui magnitudini furono stimate dallo stesso Bayer.
Riguardo ai corpi nebulosi, nell'Uranometria sono ne indicati quattro; di questi il Praesepe, indicato come ε Cancri, e χ e h in Perseo, sono effettivamente nebuale, mentre i corpi ν1 e ν2 in Sagittario e ω1 e ω2 in Cigno si sono rivelati come asterismi.
In Uranometria Bayer adottò per la prima volta il metodo di assegnare alle stelle più luminose delle 48 costellazioni conosciute una lettera dell'alfabeto greco. Tale sistema è ancora in uso.
Fu però Alessandro Piccolomini, il primo, quindi molti anni prima di Johann Bayer, ad aver contrassegnato le stelle in base alla loro luminosità con delle lettere (alfabeto latino).
Il libro del Piccolomini dal titolo De le stelle fisse, è da molti considerato il primo atlante celeste moderno. Le 47 mappe contenute nell'opera presentano tutte le costellazioni tolemaiche (ad eccezione di quella del Puledro) e mostrano le stelle senza le corrispondenti figure mitologiche; per la prima volta in un libro a stampa venivano quindi riportate le mappe astronomiche complete con le costellazioni tolemaiche.
Al suo nome è stato intitolato un cratere sulla Luna: il cratere Bayer.

## Opere
- (LA) Uranometria, Augsburg, Christoph Mang, 1603.